# Palazzo Lorini Pittei
Il palazzo Lorini Pittei, frutto di un rimaneggiamento settecentesco di una serie di edifici duecenteschi è situato in piazza del Duomo a Prato all'angolo con corso Mazzoni e palazzo Vestri. 

## Storia e descrizione
Nel Duecento Bonato di Baldanza e Tancredi di Orlandino avevano edificato due case torri separate, in alberese ,visibili ancora rispettivamente in vicolo dell'Opera e in corso Mazzoni.
Entrambe le strutture hanno demarcazioni di epoca medievale facilmente riconoscibili, come si vede anche dalla forma di alcune finestre oggi tamponate e da un portale di accesso sul vicolo dell'Opera.
Alla fine del Duecento, durante il passaggio alla famiglia Vinaccesi, committenti dell'omonima cappella nell'antistante Duomo di Prato, vennero uniti i due corpi di fabbrica per ottenere un palazzo vero e proprio, degno del loro stato nobiliare.
Già dal 1428 vi è testimonianza della presenza di botteghe al piano inferiore, o comunque di un uso commerciale del pian terreno: “Una chasa per loro abitazione con una chasa apicchata chon essa chon una parte di torracchi insieme posta in porta San Giovanni luogo detto Piazza".